# 第一種運転免許
第一種運転免許（だいいっしゅうんてんめんきょ）とは、日本における道路交通法上の運転免許の区分のひとつで、自動車や原動機付自転車を一般的な目的で運転する場合に必要な免許である。

## 概要
道路交通法第84条第2項では、まずこの「第一種運転免許」が区分の正式名称として定められ、続いて「運転」の字を省略した「第一種免許」がその略称（短称）として規定されている。このため、社会一般では後者の略称も多く用いられる。この「第一種運転免許」は、「大型自動車免許」等の上位区分に当たる。
自家用自動車（白ナンバー）、営業用自動車（緑ナンバー）の種類を問わずに、上記の区分に該当する免許を所有していれば運転は可能である。ただし、人を乗せて報酬を得る業務（営業運転）には第二種運転免許が必要となる。
保健車や移動式クレーン、キッチンカーなどの特装車を公道を走らせるという意味での運転は該当の運転免許で可能である。しかし、近接した区分の資格が自動的に得られるわけではないので、運用するにはそれ以外の資格（診療放射線技師や移動式クレーン運転士、調理師）が必要である。反対に、公道上の走行を伴わない運用であれば運転免許は不要である。

## 第一種運転免許の種類
道路交通法では、第84条第3項でまず正式名称が規定され、続いてその略称が規定されている。運転範囲を定めた第85条の表で略称が用いられているため、警察・運転免許試験場の広報文書・案内表示、社会一般の表記では略称が主として用いられることが多い。第二種運転免許の各免許と異なり、正規の長称・短称には「第一種」は含まれないが、明確に区別するためそれを含めた表記（「大型第一種免許」等）も一般に使用される。
| 正式名称           | 略称         | 運転することができる自動車等の種類                                               |
| ------------------ | ------------ | -------------------------------------------------------------------------------- |
| 大型自動車免許     | 大型免許     | 大型自動車、中型自動車、準中型自動車、普通自動車、小型特殊自動車、原動機付自転車 |
| 中型自動車免許     | 中型免許     | 中型自動車、準中型自動車、普通自動車、小型特殊自動車、原動機付自転車             |
| 準中型自動車免許   | 準中型免許   | 準中型自動車、普通自動車、小型特殊自動車、原動機付自転車                         |
| 普通自動車免許     | 普通免許     | 普通自動車、小型特殊自動車、原動機付自転車                                       |
| 大型特殊自動車免許 | 大型特殊免許 | 大型特殊自動車、新小型特殊自動車、小型特殊自動車、原動機付自転車                 |
| 大型自動二輪車免許 | 大型二輪免許 | 大型自動二輪車、普通自動二輪車、小型特殊自動車、原動機付自転車                   |
| 普通自動二輪車免許 | 普通二輪免許 | 普通自動二輪車、小型特殊自動車、原動機付自転車                                   |
| 小型特殊自動車免許 | 小型特殊免許 | 小型特殊自動車                                                                   |
| 原動機付自転車免許 | 原付免許     | 原動機付自転車                                                                   |
| 牽（けん）引免許   | けん引免許   | 重被牽引車                                                                       |

## 試験

### 試験科目
適性検査
1. 視力
2. 深視力（大型・中型［限定なし］・準中型［限定なし］・けん引のみ）
3. 色彩能力
4. 聴力
5. 運動能力

事前審査
大型自動二輪車のみ実施。試験内容には含まれないが教習所によっては普通自動二輪車（AT限定、小型限定、小型AT限定も含む）も実施しているところもある。
1. 車体引き起こし
2. スタンドのかけ方・戻し方
3. 車体の支え方
4. 取り回し

学科試験
原付、小特以外の第一種免許を受けている場合、もしくは第二種免許を受けている場合は学科試験が免除される。
- 原動機付自転車・小型特殊自動車
  - マークシート48問（文章問題46問、イラスト問題2問）

- 大型自動車・中型自動車・準中型自動車・普通自動車 (MT・AT) ・大型特殊自動車・大型自動二輪車 (MT・AT) ・普通自動二輪車（MT・AT・小型限定MT・小型限定AT）
  - 試験問題は共通
  - マークシート95問（文章問題90問、イラスト問題5問）

技能試験
基本的には自動車教習所で行う卒業検定と同じである。運転免許試験場で直接に受験する技能試験は「一発試験」を参照のこと。

### 注意
大型・中型・準中型・普通の各免許の取得については、技能試験は一部の課題を除き路上で実施されるため、先に仮運転免許の取得を行なわなければならない。